# Elisabeth Lutyens
(Agnes) Elisabeth Lutyens, CBE (Londres, 9 de julio de 1906 – 14 de abril de 1983) fue una reconocida compositora británica que incursionó de modo singular en la música dodecafónica. 

## Biografía
Lutyens fue una de los cinco hijos del arquitecto Sir Edwin Lutyens y su esposa Emily, quien estuvo profundamente involucrada en el movimiento teosófico. Ya a los nueve años descubrió su vocación de compositora, habiendo heredado la rigurosidad de su padre y el carácter dominante de su madre, lo que le permitió eludir los intentos de su familia para que se dedicara a una vida virtuosa. En 1922 Elisabeth comenzó sus estudios musicales en la École Normale de Musique de París, antes de acompañar a su madre a la India en 1923. Al regreso estudió con John Foulds y posteriormente continuó su educación musical de 1926 a 1930 en el Royal College of Music de Londres como alumna de Harold Darke.

## Estilo
Se le reconoce a Lutyens haber traído la técnica serial de Schoenberg al Reino Unido, si bien a través de una interpretación personal muy particular. Desaprobaba el estilo pretencioso de Mahler y compositores similares, y eligió trabajar con texturas suaves y desarrollar su propio estilo de serialismo: utilizó una serie de doce notas en su Concierto de cámara Nº1 para nueve instrumentos (1939), obra que se ha comparado con el Concierto Opus 24 de Webern, pero previamente había experimentado la técnica de inversión y retrógradas fundamental en un idioma serial, que ella identificó como inspiración de viejos maestros de la música inglesa, especialmente Henry Purcell. 

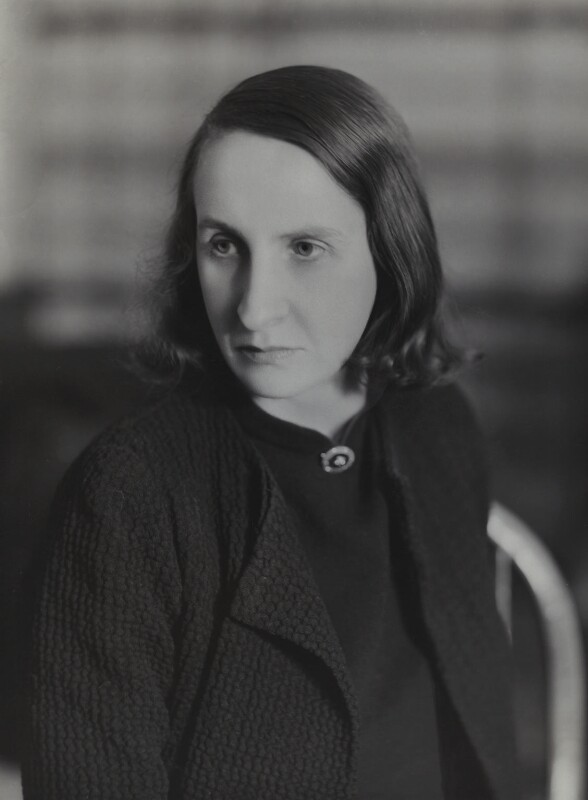
Elisabeth Lutyens

No se limitó a una serie de 12 notas: algunas de sus obras utilizan una progresión de 14 tonos. Sus trabajos reconocen una profunda influencia de Debussy, y cultivó una amistad con Luigi Dallapiccola. Sus opiniones negativas sobre el serialismo estricto causó controversias entre ella y sus colegas. Las descripciones de su música describen un «extraordinario logro, demostrando un estilo serial completamente personal y estructuras muy originales», destacando que a«ún sin una base tonal, las notas en su música resultan naturales y parecen tener un lugar preciso y ordenado». 
Junto con la directora Iris Lemare y la violinista Anne MacNaghten, formaron un trío extraodinariamente influyente. Sus conciertos demostraron constituir una poderosa fuerza musical en el mundo londinense, presentando compositoras como Benjamin Britten, Elizabeth Maconchy, Grace Williams, Malcolm Williamson y Alan Rawsthorne.
La composición no fue sólo un pasatiempo para Luytens, sino un medio de vida. Pasó muchas horas al día componiendo, sea que sus obras fueran rentadas o no. 